# Symbister
Symbister er den største landsby og havn på Whalsay, der er en del af Shetlandsøerne i Skotland. I 1991 havde den 797 indbyggere. Landsbyen er bygget op omkring havnen, der har flere små fiskekuttere og trawlere. Over byen ligger Symbister House, der blev opført af den sjette Robert Bruce af Symbister i 1823. Havnen er kendt under flere navne; Bay Of Symbister, Symbister Harbour og Symbister Old Harbour.
Pier House, der i dag er et museum, har været centrum for eksport af tørret og saltet fisk til Hanseforbundet, der havde handelsmonopol i store del af Nordeuropa fra 1200- til 1600-tallet.